# Paul Schultz (General)
Paul Schultz (* 30. Oktober 1891 in Welzheim; † 15. September 1964 in Tübingen) war ein deutscher Offizier, zuletzt Generalmajor im Zweiten Weltkrieg.

## Leben
Schultz diente als Offizier im Ersten Weltkrieg. Zwischen beiden Weltkriegen war er Polizist. In der Wehrmacht führte Schultz im Zweiten Weltkrieg als Kommandeur das Grenadier-Regiment 308 in der 198. Infanterie-Division. 1944 wurde er zum Kommandeur der Armee-Waffenschule der 8. Armee ernannt und blieb es bis Kriegsende.

## Auszeichnungen
- Eisernes Kreuz (1914) II. und I. Klasse
- Spange zum Eisernen Kreuz II. und I. Klasse
- Deutsches Kreuz in Gold am 18. Oktober 1941
- Ritterkreuz des Eisernen Kreuzes mit Eichenlaub[2][3]
  - Ritterkreuz am 3. September 1942
  - Eichenlaub am 26. August 1943 (284. Verleihung)